# Marzigetta obliqua
Marzigetta obliqua är en fjärilsart som beskrevs av Dyar 1918. Marzigetta obliqua ingår i släktet Marzigetta och familjen nattflyn. Inga underarter finns listade i Catalogue of Life.